# تيلمو
تيلمو (بالبرتغالية: Telmo Além da Silva‏) هو لاعب كرة قدم برازيلي في مركز الدفاع، ولد في 13 يناير 1975 في فولتا ريدوندا في البرازيل. لعب مع النادي الرياضي المركزي وسبورت ريسيفي وسبورتينغ براغا ونادي سانتا كلارا ونادي فارزيم.

## وصلات خارجية
- تيلمو على موقع قاعدة بيانات كرة القدم.إي يو (الإنجليزية)
- تيلمو على موقع Soccerway.com (الإنجليزية)